# Graham Stark
Graham William Stark (* 20. Januar 1922 in Wallasey, England; † 29. Oktober 2013 in London) war ein britischer Komiker, Schauspieler, Autor und Regisseur.

## Leben und Wirken
Stark wurde als jüngster von drei Söhnen eines Schiff-Pursers geboren. Auf Initiative seiner Mutter kam er früh mit dem Showgeschäft in Berührung. Er besuchte die Grundschule in Wallasey, wo er in Theaterstücken auftrat. Der Direktor des Liverpool Playhouse, William Armstrong, wurde auf ihn aufmerksam und verschaffte ihm einen kurzen Auftritt als Macduffs junger Sohn in Macbeth. Stark begann Tanzstunden zu nehmen. Er debütierte mit 13 Jahren als Pantomime in Ali Baba und die 40 Räuber am Lyceum Theatre. Bald darauf zog er mit seiner Mutter nach London. 1939 trat er erstmals in einem Film auf – als Page in dem Kriegsthriller Der Spion in Schwarz – ohne jedoch in den Credits zu erscheinen. Später studierte er an der Royal Academy of Dramatic Art.
Im Zweiten Weltkrieg meldete Stark sich freiwillig bei der Royal Air Force. Da er farbenblind war, nahm er nicht an den Einsätzen teil, sondern unterhielt als Mitglied der Ralph Readers Gang Shows die Truppen in Afrika, Myanmar, Italien und Deutschland. Bei einem Auftritt in Abingdon lernte er Tony Hancock und bald darauf Peter Sellers kennen. Nach dem Krieg gehörte Stark vier Jahre zum Ensemble der Midland Theatre Company in Kidderminster. 1951 trat er auf dem Edinburgh Festival in Der Bürger als Edelmann auf.
In den 1950ern begann Starks Karriere als Sprecher in verschiedenen Radio-Comedy-Shows der BBC. Hier debütierte er in Educating Archie. Er war regelmäßig in Goon Show, Happy Holiday und Ray’s a Laugh zu hören. Er trat außerdem in diversen TV-Comedy-Shows auf, wie The Idiot Weekly, A Show Called Fred und Benny Hill, bis er 1964 seine eine eigene Sketch-Show bei BBC bekam. Der Graham Stark Show war jedoch trotz Mitwirkung des Autors Johnny Speight kein Erfolg beschieden.
Stark war eng mit Peter Sellers befreundet, unter anderem war er Trauzeuge bei dessen vier Hochzeiten. Seine größeren Filmrollen spielte er überwiegend an der Seite Sellers. So trat er mehrmals in der Filmreihe Der rosarote Panther auf, beginnend 1964 mit Ein Schuß im Dunkeln. Während Sellers Inspektor Clouseau darstellte, mimte Stark in zwei Folgen seinen Assistenten Hercule Lajoy, in zwei anderen Folgen Dr. Auguste Balls sowie einmal einen namenlosen Hotelangestellten. Die Pink-Panther-Auftritte gehörten zu Starks bekanntesten.
Insgesamt trat Stark in mehr als 100 Filmen auf, wenn auch meistens in kleineren Rollen. Unter anderem war er als Kassierer in Casino Royale, als Busfahrer Humphrey in Der Verführer läßt schön grüßen und als Kellner in Victor/Victoria zu sehen. Letztmals stand er 1998 als alter König in dem Abenteuerfilm The Incredible Adventures of Marco Polo vor der Kamera. Stark führte außerdem bei zwei Filmen Regie, 1970 bei dem Kurzfilm Simon Simon und im Folgejahr bei der Komödie Die herrlichen sieben Todsünden.
Stark fotografierte häufig Filmkollegen und Freunde. Seine Fotografien wurden international ausgestellt. 2003 veröffentlichte er die Autobiografie Stark Naked.
Stark verstarb mit 91 Jahren in London, nachdem er kurz zuvor einen Schlaganfall erlitten hatte. Er hinterließ seine Frau, die Schauspielerin Audrey Nicholson, mit der er seit 1959 verheiratet gewesen war, eine Tochter und zwei Söhne.

## Filmografie (Auswahl)
- 1959: Liebenswerte Leckerbissen (The Running Jumping & Standing Still Film)
- 1960: Die Millionärin (The Millionairess)
- 1961: Lieben kann man nur zu zweit (Only Two Can Play)
- 1962: Ein Königreich für einen Affen (Operation Snatch)
- 1963: Auch die Kleinen wollen nach oben (The Mouse on the Moon)
- 1964: Ein Schuß im Dunkeln (A Shot in the Dark)
- 1965: Die tollkühnen Männer in ihren fliegenden Kisten (Those Magnificent Men in Their Flying Machines or How I Flew from London to Paris in 25 Hours 11 Minutes)
- 1966: Letzte Grüße von Onkel Joe (The Wrong Box)
- 1966: Casino Royale
- 1966: Der Verführer läßt schön grüßen (Alfie)
- 1967: Tolldreiste Kerle in rasselnden Raketen (Jules Verne’s Rocket to the Moon)
- 1968: Salz und Pfeffer (Salt and Pepper)
- 1974: Der rosarote Panther kehrt zurück (The Return of the Pink Panther)
- 1976: Inspektor Clouseau, der beste Mann bei Interpol (The Pink Panther Strikes Again)
- 1978: Inspector Clouseau – Der irre Flic mit dem heißen Blick (Revenge of the Pink Panther)
- 1979: Der Gefangene von Zenda (The Prisoner of Zenda)
- 1980: Daddy dreht durch (There Goes the Bride)
- 1980: Die Seewölfe kommen (The Sea Wolves)
- 1980: Hawk – Hüter des magischen Schwertes (Hawk the Slayer)
- 1982: Der rosarote Panther wird gejagt (Trail of the Pink Panther)
- 1982: Victor/Victoria
- 1983: Superman III – Der stählerne Blitz (Superman III)
- 1983: Der Fluch des rosaroten Panthers (Curse of the Pink Panther)
- 1987: Blind Date – Verabredung mit einer Unbekannten (Blind Date)
- 1987: Jane und die verlorene Stadt (Jane and the Lost City)
- 1993: Der Sohn des rosaroten Panthers (Son of the Pink Panther)